# Pivní pěna

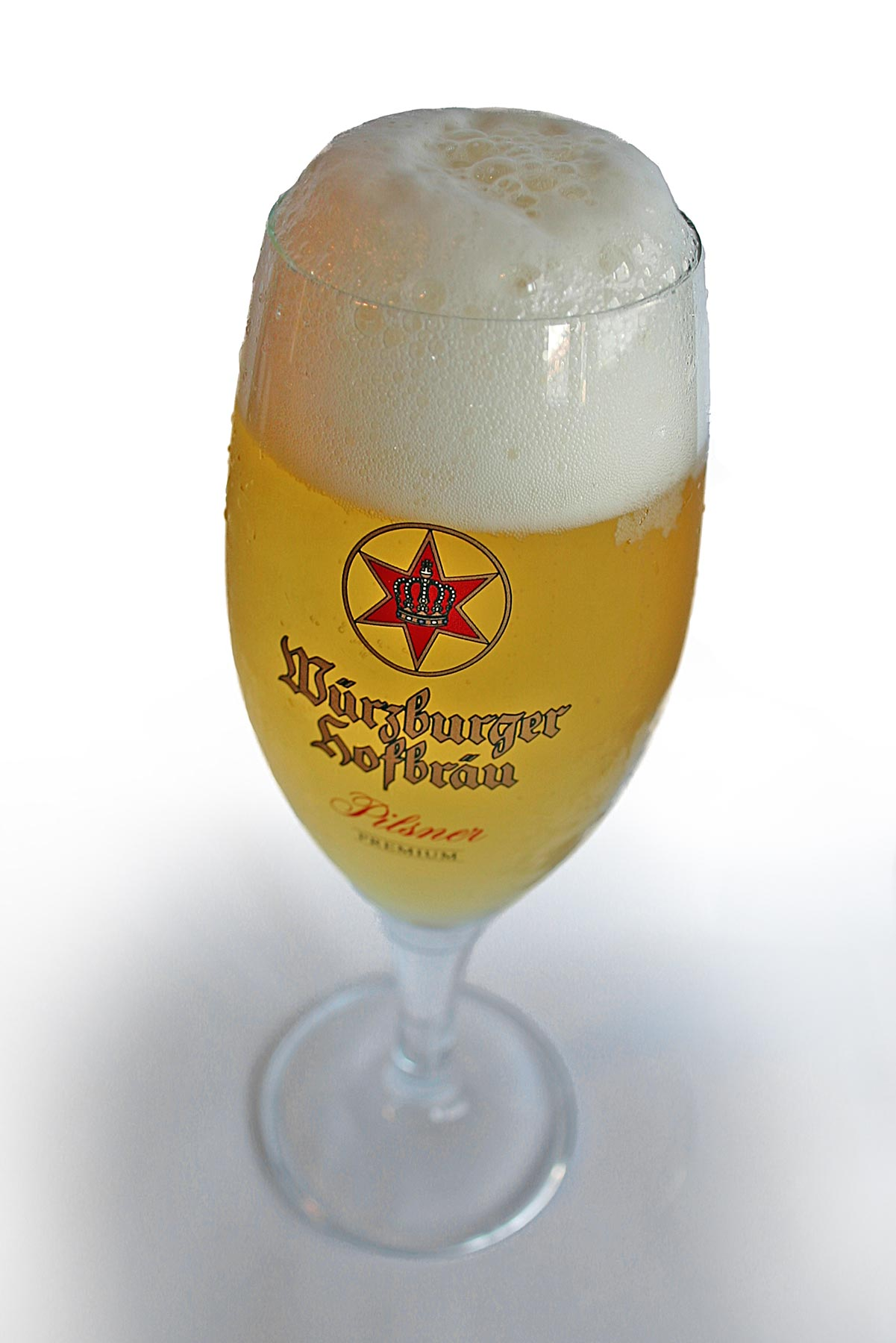
Sklenice piva s velkou pěnovou čepicí

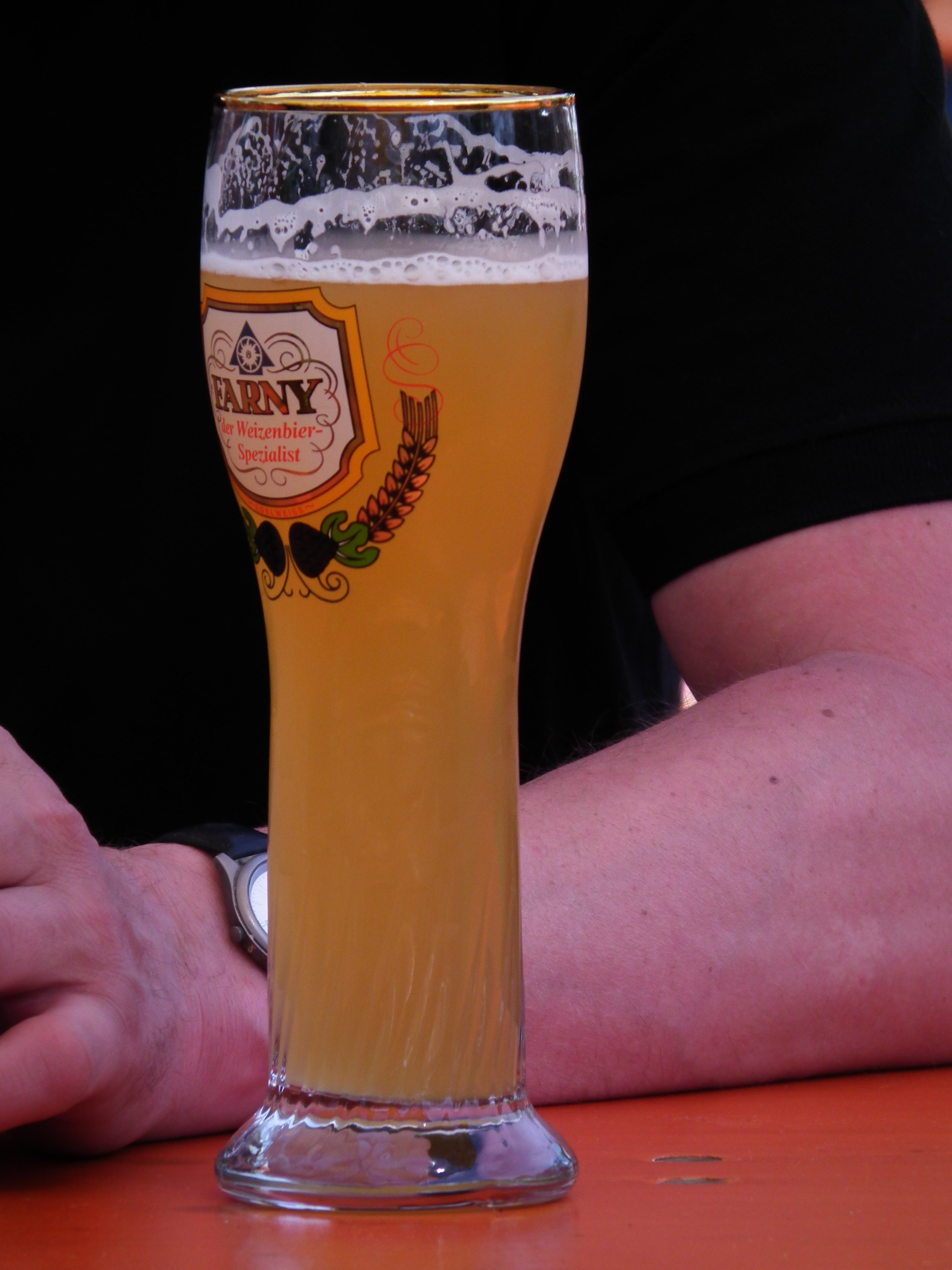
Sklenice piva na které spadla pěna a zanechala po sobě znatelné kroužkování

Pivní pěna je pěna na hladině piva, která je vytvářena bublinami plynu, převážně oxidu uhličitého, stoupajícího k hladině. Prvky, které tvoří pěnu, jsou mladinový protein, kvasinky a zbytky chmele. Oxid uhličitý, který tvoří bubliny v pěně, vzniká během fermentace. Sycení oxidem uhličitým může nastat před nebo po plnění piva do lahví, sudů nebo ostatních obalů. Pokud pivo pokračuje v kvašení v láhvi, pak vzniká oxid uhličitý přirozeně a pěna se vytvoří při otevření a nebo nalití piva. Pokud je pivo pasterizováno nebo filtrováno, musí být nasyceno oxidem uhličitým pomocí stlačeného plynu při stáčení do obalů.
Hustota a výdrž pěny jsou určeny typem sladu a případně přídavku (zrn, které nebyly upraveny na slad), ze kterého bylo pivo kvašeno. Retenci hlavy ovlivňují různé plány kaše a zdroje obilovin. Obecně má pšenice tendenci produkovat více pěny která déle vydrží, než ječmen.
S pěnou úzce souvisí „kroužkování“ - bílý pěnivý zbytek zanechaný na vnitřní straně sklenice, když pěna padá nebo když se pivo pije.

## Význam
Spotřebitelé považují pěnu za důležitý prvek: příliš velký podíl pěny je nežádoucí, protože snižuje množství nápoje (naopak u některých stylů točení piva je žádoucí, např. mlíko nebo šnyt); na druhé straně se čepované pivo považuje za neúplné, pokud nemá specifickou formu pěny očekávanou pro daný typ piva. Někteří znalci považují pěnu piva za důležitou, protože pomáhá zajistit jeho aroma. Další názor je, že důležitá pro estetický vzhled piva. Obchodní význam pěny vedl k akademickým studiím.
Alespoň jedna studie naznačuje, že pěna pomáhá při nesení piva po nalití tlumením oscilace (šplouchání) a přeměnou vertikálního pohybu na horizontální pohyb.

## Chemické složení
Zatímco skutečná pěnivost piva závisí na přítomnosti oxidu uhličitého (proto u zvětralého piva se pěna netvoří vůbec nebo málo), velikost, tvar a výšku pěny určují povrchově aktivní látky, jako jsou amfipatické polypeptidy ze sladu.
Pivní pěna se skládá z polypeptidů pěti různých klasifikací rozdělených podle relativní hydrofobicitou. Jak se zvyšuje hydrofobicita polypeptidových skupin, zvyšuje se také stabilita pěny.
Karbonatace nastává, když je oxid uhličitý rozpuštěn ve vodě nebo vodném roztoku. Tento proces je obecně představován následující reakcí, při které voda a plynný oxid uhličitý reagují za vzniku zředěného roztoku kyseliny uhličité.

## Důležitost skla

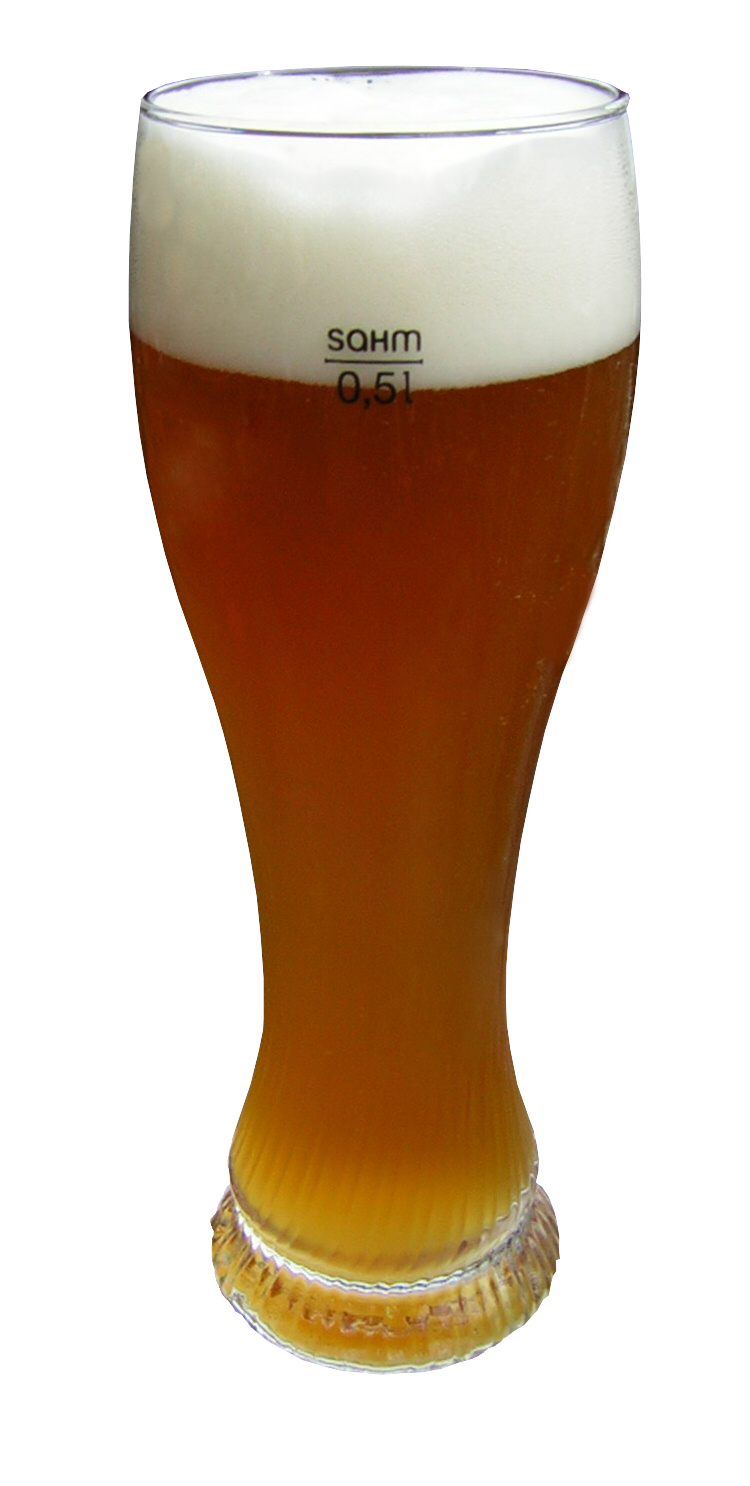
Německé pšeničné pivo podávané v tradičním skle. Sklo má půllitrovou měrnou rysku a je navrženo s prostorem speciálně pro pěnovou čepici.

Pivní sklo je často navrženo tak, aby zdůrazňovalo nebo tvarovalo pěnu. Mnoho dalších vlastností skla může také ovlivnit pěnu piva, jako je zdrsněný povrch na dně skla známý jako widget, který zajišťuje nukleaci oxidu uhličitého hluboko v nápoji, nikoli na povrchu, což má za následek pomalejší uvolňování plynu do atmosféry.
Nečisté skleněné povrchy mohou zadržovat mastnotu z kůže, aerosolový olej z nedalekého vaření a stopy tuku z jídla. Když tyto tuky přijdou do styku s pivem, dojde k výraznému snížení pěny která se na pivu nachází a bubliny budou mít tendenci se spíše lepit na stěnu sklenice, než stoupat jako obvykle.

## Tvorba oxidem uhličitým
Oxid uhličitý může být produkován přirozeně aktivitou pivovarských kvasnic nebo uměle rozpuštěním oxidu uhličitého pod tlakem v kapalině. Pěna je vytvářena oxidem uhličitým produkovaným jako vedlejší produkt metabolismu pivovarských kvasnic, který působí na škroby a cukry obsažené v mladině.

## Tvorba pěny pomocí dusíku
Krémová pěna na pivech, jako je Guinness, je vytvořena widgetem v plechovkách nebo lahvích pomocí dusíku nebo procesem čepování sudového piva ze sudu pomocí dusíku nebo směsného plynu (oxid uhličitý ve směsi s dusíkem). Použití dusíku, který propagoval Guinness, vytváří pevnou pěnu s malými bublinkami a snižuje nadměrně kyselou chuť, která často vzniká při použití samotného oxidu uhličitého.

## Destabilizace
Jedním z mechanismů destabilizace pivní pěny je gravitační odvodnění. Pivo mezi bublinami odtéká a způsobí oddělení kapalné a plynné fáze. To umožňuje bublinám vzájemné přiblížení a spojení. To lze zpomalit zvýšením viskozity kapaliny.
Dalším mechanismem destabilizace je ostwaldovo dozrávání. Plyn bude difundovat z menších bublin do větších bublin v důsledku vysokého tlaku spojeného s menšími bublinami. To lze vysvětlit Laplaceovým tlakem. To lze zpomalit nízkou rozpustností plynu. Příkladem toho je přidání dusíku do piva. Velký účinek lze pozorovat pouze při přidání 20 ppm plynného dusíku.
Bylo vědecky prokázáno, že pivní pěna exponenciálně klesá. Tento výzkum získal v roce 2002 Ig Nobelovu cenu za fyziku.